# Jan Całka
Jan Całka (ur. 11 lipca 1941 w Mościskach, zm. 5 kwietnia 2016) – polski działacz związkowy, jeden z liderów NSZZ „Solidarność” Regionu Opolskiego w latach 80., w latach 1989-1992 przywódca opolskiej „Solidarności”, od 1992 urzędnik samorządowy.

## Życiorys
Po II wojnie światowej pozostał z rodziną w ZSRR, repatriował się do Polski w 1957. W latach 1961–1965 studiował polonistykę w Wyższej Szkole Pedagogicznej w Opolu, skąd został relegowany z przyczyn politycznych. W latach 1972–1981 był członkiem i etatowym pracownikiem Stowarzyszenia „Pax”. W 1980 został członkiem NSZZ „Solidarność”, w maju 1981 został członkiem zarządu Regionu Śląsk Opolski. Po ogłoszeniu stanu wojennego uczestniczył w konspiracji solidarnościowej. W styczniu 1982 był jednym z założycieli Regionalnej Rady Koordynacyjnej NSZZ „Solidarność” Śląska Opolskiego, został aresztowany 27 kwietnia 1982, a 21 stycznia 1983 skazany na karę 1 roku pozbawienia wolności. Wobec zaliczenia na poczet kary dotychczasowego aresztu został zwolniony po wyroku. Od 1983 do 1989 wydawał podziemne pismo Solidarność Opolska, w 1984 został koordynatorem tajnej Tymczasowej Rady Regionalnej NSZZ „Solidarność” Śląska Opolskiego, która ujawniła się w październiku 1986. Był reprezentantem TRR w Regionalnej Komisji Wykonawczej NSZZ „Solidarność” Dolny Śląsk.
W styczniu 1989 został przewodniczącym Międzyzakładowego Komitetu Organizacyjnego NSZZ „Solidarność” Opole, od 15 kwietnia 1989 przewodniczącym Tymczasowego Zarządu Regionu NSZZ „Solidarność” Śląsk Opolski, od 1990 do 1992 przewodniczącym Zarządu Regionu NSZZ „Solidarność” Śląsk Opolski, od maja 1989 do 1992 był członkiem Krajowej Komisji Wykonawczej, a następnie Komisji Krajowej NSZZ „Solidarność”.
Od 1992 pracował w Urzędzie Miejskim w Opolu, początkowo jako naczelnik Wydziału Oświaty, od 1997 jako zastępca naczelnika Wydziału Spraw Obywatelskich, od 2012 kierował Biurem Organizacji Pozarządowych.
W 2012 został odznaczony Krzyżem Wolności i Solidarności.
Został pochowany w alei zasłużonych cmentarza komunalnego w Opolu.